# Norvegia ai VI Giochi olimpici invernali
La Norvegia partecipò ai VI Giochi olimpici invernali, svoltisi a Oslo, Norvegia, dal 14 al 25 febbraio 1952, con una delegazione di 73 atleti impegnati in otto discipline.

## Medagliere

### Per discipline
| Sport                   | Oro | Argento | Bronzo | Totale |
| ----------------------- | --- | ------- | ------ | ------ |
| Pattinaggio di velocità | 3   | 0       | 3      | 6      |
| Sci alpino              | 1   | 1       | 1      | 3      |
| Sci di fondo            | 1   | 1       | 1      | 3      |
| Salto con gli sci       | 1   | 1       | 0      | 2      |
| Combinata nordica       | 1   | 0       | 1      | 2      |
| Totale                  | 7   | 3       | 6      | 16     |

### Medaglie
| Medaglia | Atleta                                                          | Sport                   | Evento                   |
| -------- | --------------------------------------------------------------- | ----------------------- | ------------------------ |
| Oro      | Hjalmar Andersen                                                | Pattinaggio di velocità | 1500 m maschile          |
| Oro      | Hjalmar Andersen                                                | Pattinaggio di velocità | 5000 m maschile          |
| Oro      | Hjalmar Andersen                                                | Pattinaggio di velocità | 10000 m maschile         |
| Oro      | Stein Eriksen                                                   | Sci alpino              | Slalom gigante maschile  |
| Oro      | Simon Slåttvik                                                  | Combinata nordica       | -                        |
| Oro      | Arnfinn Bergmann                                                | Salto con gli sci       | -                        |
| Oro      | Hallgeir Brenden                                                | Sci di fondo            | 18 km maschile           |
| Argento  | Stein Eriksen                                                   | Sci alpino              | Slalom speciale maschile |
| Argento  | Torbjørn Falkanger                                              | Salto con gli sci       | -                        |
| Argento  | Magnar Estenstad Mikal Kirkholt Martin Stokken Hallgeir Brenden | Sci di fondo            | Staffetta maschile       |
| Bronzo   | Arne Johansen                                                   | Pattinaggio di velocità | 500 m maschile           |
| Bronzo   | Roald Aas                                                       | Pattinaggio di velocità | 1500 m maschile          |
| Bronzo   | Sverre Haugli                                                   | Pattinaggio di velocità | 5000 m maschile          |
| Bronzo   | Guttorm Berge                                                   | Sci alpino              | Slalom speciale maschile |
| Bronzo   | Sverre Stenersen                                                | Combinata nordica       | -                        |
| Bronzo   | Magnar Estenstad                                                | Sci di fondo            | 50 km maschile           |